# On the Line
On the Line és un thriller del 2022 escrita, produïda i dirigida per Romuald Boulanger i protagonitzada per Mel Gibson. Ha estat subtitulada al català.

## Sinopsi
Elvis Cooney és un presentador de ràdio que viu a Los Angeles amb la seva dona Olivia i la seva filla Adria. Amb el seu equip, presenta On the Line, un programa nocturn que s'emet a la ràdio KLAT. Una nit, un misteriós que es diu Gary el truca i li diu que és a casa d'Elvis i que ha segrestat la seva dona i la seva filla.

## Repartiment
- Mel Gibson com a Elvis
- Kevin Dillon com aJustin
- Enrique Arce com a Tony
- William Moseley com a Dylan
- Nadia Farès com a Sam Dubois
- Alia Seror O'Neill com a Mary
- Paul Spera com a Gary, James
- Nancy Tate com a Olivia

## Producció
El rodatge va començar a París, el 9 de juny de 2021.

## Crítica
La pel·lícula té un índex d'aprovació del 24% al lloc web de l'agregador de ressenyes Rotten Tomatoes basat en 21 ressenyes.